# Potrero Nuevo, Ignacio de la Llave
Potrero Nuevo är en ort i Mexiko.   Den ligger i kommunen Ignacio de la Llave och delstaten Veracruz, i den sydöstra delen av landet, 300 km öster om huvudstaden Mexico City. Potrero Nuevo ligger 11 meter över havet och antalet invånare är 325.
Terrängen runt Potrero Nuevo är mycket platt. Runt Potrero Nuevo är det ganska tätbefolkat, med 72 invånare per kvadratkilometer. Närmaste större samhälle är Tlalixcoyan, 15,6 km norr om Potrero Nuevo. Omgivningarna runt Potrero Nuevo är en mosaik av jordbruksmark och naturlig växtlighet.